# Sci alpino ai IX Giochi asiatici invernali
Le competizioni di sci alpino ai IX Giochi asiatici invernali si sono svolte dall'8 al 9 febbraio 2024 allo Yabuli Ski Resor di Harbin, in Cina.

## Podi

### Uomini
| Evento            | Oro             | Argento        | Bronzo     |
| Slalom (dettagli) | Takayuki Koyama | Jung Dong-hyun | Neo Kamada |

### Donne
| Evento            | Oro           | Argento    | Bronzo        |
| Slalom (dettagli) | Chisaki Maeda | Gim So-hui | Eren Watanabe |

## Medagliere
| Posiz. | Nazione       | Oro | Argento | Bronzo | Totale |
| ------ | ------------- | --- | ------- | ------ | ------ |
| 1      | Giappone      | 2   | 0       | 2      | 4      |
| 2      | Corea del Sud | 0   | 2       | 0      | 2      |
| Totale | Totale        | 2   | 2       | 2      | 6      |